# FC Hatvan
Az FC Hatvan Hatvan városának megyei osztályban szereplő labdarúgó csapata. A pálya mérete: 104 x 65 méter, a talaj borítása eredeti fű. Stadion befogadó képessége 2500 fő. A pálya világítással nem rendelkezik. A hazai mez kék-sárga színű.

## Története
1980 nyarán összevonták a két nagy hatvani egyesületet, a MÁV HAC-ot és a Hatvani Kinizsit, ehhez csatlakozott még ÁFÉSZ Vörös Meteor és a Hatvani Spartacus is, és megalakult a Hatvani Kinizsi VSC (a csapatot a helyi cukorgyár szponzorálta). Ez a csapat jutott fel később az NB III-ba, majd az NB II-be. 1992-ben a HKVSC feloszlott, licencjogát pedig az FC Hatvan kapta meg.Az elkövetkezendő két évben NB I-es osztályozót is játszott a csapat, de mindkétszer alulmaradt.1993-ban az Újpest FC,míg 1994-ben az EMDSZ-Sopron ellen.

## Jelenlegi története
2011-es szezont harmadik helyen végzik, és a következő szezonra az NB III-as felkérést vállalja a csapat, aminek egy újjáalakult csapattal vág neki. A 2011/12-es tavaszi szezonnak egy megfiatalított csapattal vágott neki a kék-sárga gárda és a bent maradást tűzte ki célul a csapat. A Dr. Vass Géza kupában elért győzelemnek is köszönhetően, a csapat hatalmas hajrával az utolsó 6 mérkőzésén elért 5 győzelemmel kiharcolta a bent maradást az NB III-as bajnokságban. A 2012/13 bajnokság kezdésére sikerült a tavaly bentmaradást elért csapatot összetartani és néhány poszton megerősíteni. A csapat az 5. fordulótól a 15. fordulóig vezette a bajnokságot, és a 11. fordulóig a veretlenségét is megőrizte. A tavaszi szezont kisebb hullámvölggyel kezdte a Hatvan, a Tura VSK elleni 2-1-es és a REAC elleni 2-1-es vereség valamint az Eger második csapata elleni 2-2-es döntetlennel. Azonban a 21. fordulóban a Fortress-Felsőtárkány botlásának köszönhetően ismét élre állt a hatvani csapat. A bajnokságban a csapat végül a második helyen végzett, a Maglódi TC elleni 4-3 (1-3)-as vereségnek köszönhetően. A 2013/14-es pontvadászatot az átalakított NB III Keleti csoportjában kezdte meg a csapat.2017-ben kiestek majd két szezon után 2019-ben sikerült visszajutni az NB III-ba, ahol azonban kieső helyen állt amikor a koronavírus járvány miatt félbeszakadt a bajnokság. Hivatalos végeredmény szerint kiesett a klub, de a szövetség így is elfogadta a nevezését és újra az NB III-ban indult.

## Korábbi nevei
- Hatvani Cukorgyári Se - 1950
- Hatvani ÉDOSz 1950 - 1951
- Hatvani Kinizsi SK 1951 - 1980
- Hatvani Kinizsi Vasutas Sport Club 1980 - 1992
- FC Hatvan 1992 -

## Jelenlegi keret
Sándor Bence
Cellar Jaroslav
Áll Bence Martin
Sipos József
Tarnóczi Roland
Tarjáni Péter Máté
Barthel Gábor
Labát Krisztofer
Varbai Martin
Czakó Bence
Karácsony Dávid
Zsoldos Máté Bendegúz
Bárkányi Arnold
Szabó Roland
Mundi Zoltán
Török Norman
Panyi Attila
Dinka Kristóf
Tajti Bálint
Szabó Bence
Sármány Kristóf
Fellner Krisztofer Ferenc
Püspöki Zalán Gábor
Czibolya Gábor
Szanku Kristóf
Széchenyi Zsombor
Kitl Krisztián

## Külső hivatkozások
- FC Hatvan honlapja